# Persone di cognome Mori
| Questa pagina contiene informazioni ricavate automaticamente dalle voci biografiche con l'ausilio del template Bio e di un bot. L'aggiornamento è periodico e automatico e ricostruisce completamente la pagina. Se manca una persona in questa lista, sei pregato di non aggiungerla, ma accertati piuttosto che la sua voce biografica contenga il template Bio e che i dati anagrafici siano correttamente compilati. Se il template Bio manca, inseriscilo tu stesso o, in alternativa, metti l'avviso {{tmp\|Bio}} che ne segnala la mancanza. Se i dati riportati sono sbagliati, correggi direttamente la voce biografica; le modifiche saranno visibili in questa lista entro pochi giorni. Per chiarimenti vedi il progetto antroponimi. La lista contiene solo le 76 persone che sono citate nell'enciclopedia e per le quali è stato implementato correttamente il template Bio. Pagina aggiornata al 7 ago 2025. |

Questa è una lista di persone presenti nell'enciclopedia che hanno il cognome Mori, suddivise per attività principale.

## Allenatori di calcio(2)
- Damian Mori, allenatore di calcio e ex calciatore australiano (Melbourne, n. 1970)
- Daniele Mori, allenatore di calcio e ex calciatore italiano (Livorno, n. 1990)

## Allenatori di football americano(1)
- Kiyoyuki Mori, allenatore di football americano giapponese (n. 1964)

## Animatori(1)
- Yasuji Mori, animatore giapponese (Tottori, n. 1925 - † 1992)

## Artiste(1)
- Mariko Mori, artista giapponese (Tokyo, n. 1967)

## Astronomi(1)
- Hiroshi Mori, astronomo giapponese (n. 1958)

## Attori(3)
- Katsuji Mori, attore e doppiatore giapponese (Tokyo, n. 1945)
- Masayuki Mori, attore giapponese (Sapporo, n. 1911 - Tokyo, † 1973)
- Renato Mori, attore, doppiatore e direttore del doppiaggio italiano (Milano, n. 1935 - Roma, † 2014)

## Attrici(5)
- Claudia Mori, attrice, cantante e produttrice discografica italiana (Roma, n. 1944)
- Naoko Mori, attrice e doppiatrice giapponese (Nagoya, n. 1971)
- Paola Mori, attrice italiana (n. 1928 - Las Vegas, † 1986)
- Toshia Mori, attrice giapponese (Kyoto, n. 1912 - New York City, † 1995)
- Noriko Sengoku, attrice giapponese (Tokyo, n. 1922 - Tokyo, † 2012)

## Autori di giochi(1)
- Paolo Mori, autore di giochi italiano (Parma, n. 1977)

## Calciatori(9)
- Atsuhiko Mori, ex calciatore giapponese (Prefettura di Hyōgo, n. 1972)
- Dan Mori, calciatore israeliano (Tel Aviv, n. 1988)
- Franco Mori, calciatore italiano (Cascina, n. 1929 - † 2017)
- Hideaki Mori, ex calciatore giapponese (Prefettura di Nagasaki, n. 1973)
- Kazuhiro Mori, ex calciatore giapponese (Prefettura di Osaka, n. 1981)
- Masaaki Mori, ex calciatore giapponese (Prefettura di Nagasaki, n. 1961)
- Miguel Ángel Mori, calciatore argentino (Buenos Aires, n. 1943 - Baradero, † 2009)
- Naoki Mori, ex calciatore giapponese (Prefettura di Nagasaki, n. 1972)
- Yusuke Mori, ex calciatore giapponese (Shizuoka, n. 1980)

## Calciatrici(1)
- Adrijana Mori, calciatrice slovena (Ožbalt, n. 2000)

## Cantanti(1)
- Peggy Hayama, cantante e personaggio televisivo giapponese (Tokyo, n. 1933 - Tokyo, † 2017)

## Cardinali(1)
- Giuseppe Mori, cardinale italiano (Loro Piceno, n. 1850 - Loro Piceno, † 1934)

## Cestisti(1)
- Satoshi Mori, ex cestista giapponese (n. 1949)

## Ciclisti su strada(3)
- Franco Mori, ex ciclista su strada italiano (Minerbe, n. 1944)
- Massimiliano Mori, ex ciclista su strada italiano (San Miniato, n. 1974)
- Primo Mori, ex ciclista su strada italiano (San Miniato, n. 1944)

## Combinatisti nordici(1)
- Satoshi Mori, ex combinatista nordico giapponese (Nozawaonsen, n. 1971)

## Dirigenti sportivi(2)
- Manuele Mori, dirigente sportivo e ex ciclista su strada italiano (Empoli, n. 1980)
- Takaji Mori, dirigente sportivo, allenatore di calcio e calciatore giapponese (Hiroshima, n. 1943 - Meguro, † 2011)

## Doppiatori(1)
- Simone Mori, doppiatore, direttore del doppiaggio e dialoghista italiano (Roma, n. 1965)

## Etnografi(1)
- Fabrizio Mori, etnografo e archeologo italiano (Cascina, n. 1925 - Trequanda, † 2010)

## Filosofi(1)
- Maurizio Mori, filosofo italiano (Cremona, n. 1951)

## Fumettiste(1)
- Kaoru Mori, fumettista giapponese (Tokyo, n. 1978)

## Fumettisti(1)
- Kōji Mori, fumettista giapponese (Tokyo, n. 1966)

## Generali(1)
- Mario Mori, generale e prefetto italiano (Postumia Grotte, n. 1939)

## Geografi(3)
- Alberto Mori, geografo italiano (Como, n. 1909 - Pisa, † 1993)
- Assunto Mori, geografo italiano (Giuncarico, n. 1872 - Roma, † 1956)
- Attilio Mori, geografo italiano (Firenze, n. 1865 - Firenze, † 1937)

## Ginnaste(1)
- Lara Mori, ex ginnasta italiana (Montevarchi, n. 1998)

## Giornaliste(1)
- Anna Maria Mori, giornalista e scrittrice italiana (Pola, n. 1936)

## Infermieri(1)
- Daisuke Mori, infermiere e criminale giapponese (n. 1971)

## Ingegneri(2)
- Masahiro Mori, ingegnere giapponese (Prefettura di Mie, n. 1927 - Tokyo, † 2025)
- Uberto Mori, ingegnere italiano (Modena, n. 1926 - Pavia, † 1989)

## Kickboxer(1)
- Musashi, kickboxer giapponese (n. 1972)

## Martelliste(1)
- Rachele Mori, martellista italiana (Cecina, n. 2003)

## Militari(4)
- Cesare Mori, militare, funzionario e poliziotto italiano (Pavia, n. 1871 - Udine, † 1942)
- Mori Nagayoshi, militare giapponese (n. 1558 - † 1584)
- Mori Tadamasa, militare giapponese (n. 1570 - † 1634)
- Mori Yoshinari, militare giapponese (n. 1523 - † 1570)

## Modelle(1)
- Riyo Mori, modella giapponese (Aoi-ku, n. 1986)

## Musiciste(1)
- Ikue Mori, musicista e compositrice giapponese (Tokyo, n. 1953)

## Ostacolisti(2)
- Emilio Mori, ostacolista e multiplista italiano (Monsummano Terme, n. 1908 - L'Aquila, † 1998)
- Fabrizio Mori, ex ostacolista italiano (Livorno, n. 1969)

## Pallavoliste(1)
- Eva Mori, pallavolista slovena (Canale d'Isonzo, n. 1996)

## Patrioti(1)
- Attilio Mori, patriota italiano (Mantova, n. 1810 - Cividale Mantovano, † 1864)

## Pittori(2)
- Arnaldo Mori, pittore italiano (Crotone, n. 1905 - Bologna, † 1981)
- Neno Mori, pittore italiano (Venezia, n. 1899 - Venezia, † 1968)

## Politici(4)
- Emanuel Mori, politico micronesiano (Fefen, n. 1948)
- Giancarlo Mori, politico italiano (Genova, n. 1938 - Genova, † 2019)
- Pietro Mori, politico italiano (Arezzo, n. 1820 - Arezzo, † 1902)
- Yoshirō Mori, politico e dirigente sportivo giapponese (Nomi, n. 1937)

## Religiosi(1)
- Alessandro Mori, religioso italiano (Redondesco, n. 1840 - Castel Goffredo, † 1914)

## Rugbisti a 15(1)
- Federico Mori, rugbista a 15 italiano (Cecina, n. 2000)

## Scrittori(1)
- Mori Ōgai, scrittore giapponese (Tsuwano, n. 1862 - Tokyo, † 1922)

## Scrittrici(3)
- Eto Mori, scrittrice giapponese (Tokyo, n. 1968)
- Mari Mori, scrittrice e traduttrice giapponese (Tokyo, n. 1903 - † 1987)
- Yōko Mori, scrittrice giapponese (Shizuoka, n. 1940 - Tama, † 1993)

## Stiliste(1)
- Hanae Mori, stilista giapponese (Muikaichi, n. 1926 - Tokyo, † 2022)

## Storici della filosofia(1)
- Massimo Mori, storico della filosofia italiano (Torino, n. 1948)

## Tenori(1)
- Renzo Mori, tenore italiano (Milano, n. 1890 - Milano, † 1962)

## Senza attività specificata(1)
- Mori Ranmaru, giapponese (n. 1565 - Kyoto, † 1582)